# Espansione post-minkowskiana

Rapporto tra approssimazione post-minowskiana e post- newtoniana

Nell'ambito della teoria generale della relatività, le espansioni post-minkowskiane (PM) o approssimazioni post-minkowskiane sono metodi matematici utilizzati per trovare soluzioni approssimate delle equazioni di Einstein, mediante uno sviluppo in serie di potenze del tensore metrico.
A differenza delle espansioni post-newtoniane (PN), in cui lo sviluppo in serie è basato su una combinazione di potenze della velocità (che deve essere trascurabile rispetto a quella della luce) e della costante gravitazionale, nel caso post-minkowskiano gli sviluppi sono basati soltanto sulla costante gravitazionale, consentendo l'analisi anche a velocità prossime a quella della luce (relativistiche).
| | 0PN |   | 1PN                   |   | 2PN                   |   | 3PN                   |   | 4PN                   |   | 5PN                    |   | 6PN                    |   | 7PN                    |   |      |                       |
| 1PM | ( 1 | + | {\displaystyle v^{2}} | + | {\displaystyle v^{4}} | + | {\displaystyle v^{6}} | + | {\displaystyle v^{8}} | + | {\displaystyle v^{10}} | + | {\displaystyle v^{12}} | + | {\displaystyle v^{14}} | + | ...) | {\displaystyle G^{1}} |
| 2PM |     |   | ( 1                   | + | {\displaystyle v^{2}} | + | {\displaystyle v^{4}} | + | {\displaystyle v^{6}} | + | {\displaystyle v^{8}}  | + | {\displaystyle v^{10}} | + | {\displaystyle v^{12}} | + | ...) | {\displaystyle G^{2}} |
| 3PM |     |   |                       |   | ( 1                   | + | {\displaystyle v^{2}} | + | {\displaystyle v^{4}} | + | {\displaystyle v^{6}}  | + | {\displaystyle v^{8}}  | + | {\displaystyle v^{10}} | + | ...) | {\displaystyle G^{3}} |
| 4PM |     |   |                       |   |                       |   | ( 1                   | + | {\displaystyle v^{2}} | + | {\displaystyle v^{4}}  | + | {\displaystyle v^{6}}  | + | {\displaystyle v^{8}}  | + | ...) | {\displaystyle G^{4}} |
| 5PM |     |   |                       |   |                       |   |                       |   | ( 1                   | + | {\displaystyle v^{2}}  | + | {\displaystyle v^{4}}  | + | {\displaystyle v^{6}}  | + | ...) | {\displaystyle G^{5}} |
| 6PM |     |   |                       |   |                       |   |                       |   |                       |   | ( 1                    | + | {\displaystyle v^{2}}  | + | {\displaystyle v^{4}}  | + | ...) | {\displaystyle G^{6}} |
| Tabella di confronto delle potenze utilizzate per le approssimazioni PN e PM nel caso di due corpi non rotanti. 0PN corrisponde al caso della teoria della gravitazione di Newton. 0PM (non riportato) corrisponde allo spazio piatto di Minkowsky. |     |   |                       |   |                       |   |                       |   |                       |   |                        |   |                        |   |                        |   |      |                       |

Uno dei primi lavori su questo metodo di risoluzione è quello di Bruno Bertotti, pubblicato sul Nuovo Cimento nel 1956.